# Andreas Andersson i Gisselås
Andreas Andersson (i riksdagen kallad Andersson i Gisselås), född 30 december 1884 i Ovansjö församling, Gävleborgs län, död 14 februari 1974 i Hammerdals församling, Jämtlands län, var en svensk hemmansägare och politiker (i Högerpartiet).
Andersson var ledamot av riksdagens andra kammare från 1941, invald i Jämtlands läns valkrets.